# Nacho Biota
José Ignacio Biota Pérez, (nacido el 19 de diciembre de 1975, en Navasa, Huesca) es un exjugador de baloncesto español. Con 2,03 de estatura, su puesto natural en la cancha era el de escolta. Actualmente, es considerado uno de los mejores jugadores de la Provincia de Huesca de la historia y en la temporada 2024/2025 es entrenador ayundante en Segunda FEB del CB Peñas Huesca.

## Trayectoria deportiva
Empezó a temprana edad en el Club Baloncesto Peñas Huesca, con el cual debutó con 16 años en ACB, habiendo empezado a jugar a la edad de 14 años.  
Pasó por distintos equipos de la élite del baloncesto español, como Unicaja o Joventut, hasta que finalmente se retiró en la temporada 2006-2007. 
Fue internacional con la selección española U22, con la cual logró la medalla de plata en el Europeo. 
- Club Baloncesto Peñas Huesca. Categorías inferiores
- 1992-96 Club Baloncesto Peñas Huesca
- 1996-97 Unicaja de Málaga
- 1997-00 Joventut de Badalona
- 2000-04 Breogán Lugo
- 2004-05 CB Girona
- 2006-07 Club Baloncesto Peñas Huesca.[2]

Debutó como primer entrenador en funciones del Peñas Huesca en Segunda FEB el 1 de marzo de 2025 digiriendo al equipo consiguiendo una importante victoria que acerca al Peñas Huesca al play-off. El 8 de marzo vence al Ciudad de Huelva por 99-60 y sigue invicto. Al término de sus 6 encuentros como primer entrenador consigue un meritorio 4V y 2D que certifica los playoff para el conjunto peñista.

## Internacionalidades
- Selección de España sub-22. 32 partidos.

## Nominaciones
- 1995-96 ACB. Grupo AGB Huesca. Mejor Debutante. Revista Gigantes del Superbasket.